# Долішнє Драглиште
Долішнє Дра́глиште (болг. Долно Драглище) — село в Благоєвградській області Болгарії. Входить до складу громади Разлог.

## Населення
За даними перепису населення 2011 року у селі проживали 643 особи.
Національний склад населення села:
| Національність   | Кількість осіб | Відсоток |
| ---------------- | -------------- | -------- |
| болгари          | 562            | 90,4%    |
| цигани           | 48             | 7,7%     |
| турки            | 0              | 0%       |
| інша             | 5              | 0,8%     |
| не визначились   | 7              | 1,1%     |
| Всього відповіли | 622            |          |

Розподіл населення за віком у 2011 році:
Динаміка населення: